# Інтерцептор

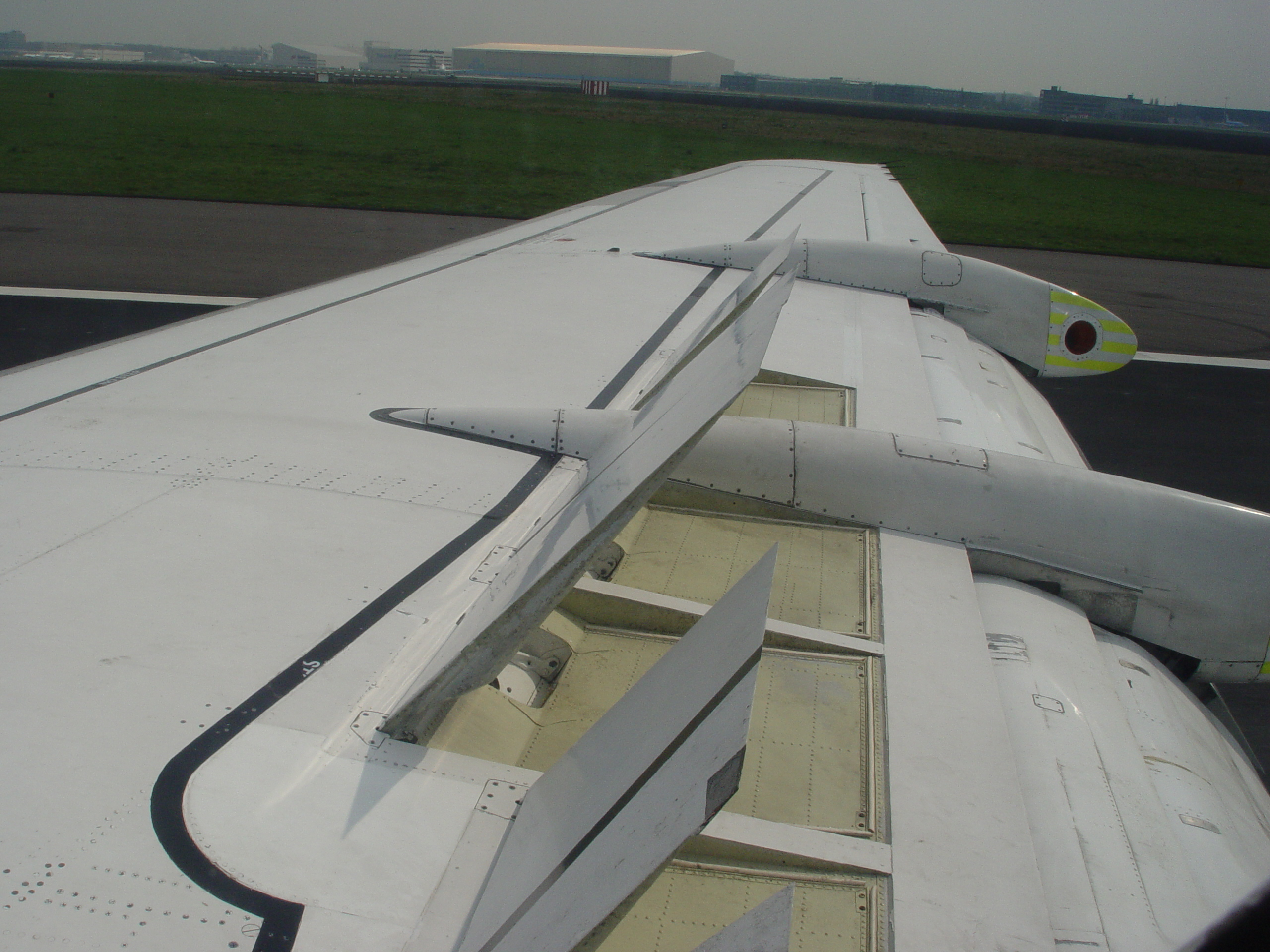
Відхилені интерцептори

Інтерцептор або ж спойлер чи переривач потоку — пластина, розташована на поверхні крила літака яка висувається чи відхиляється назовні для того щоб зірвати потік повітря. Це збільшує аеродинамічний опір і зменшує підйомну силу. Тому інтерцептори також називають органами безпосереднього управління підйомної силою. Не слід плутати інтерцептори з повітряними гальмами.

## Загальний опис
Симетричне задіяння інтерцепторів на обох консолях крила призводить до різкого зменшення підйомної сили і гальмування літака. Після випуску літак балансується на більшому куті атаки, починає гальмуватися за рахунок зрослого опору і плавно знижуватися. Можлива зміна вертикальної швидкості без зміни кута тангажу. Тобто при одночасному випуску інтерцептори використовуються як повітряні гальма.
Інтерцептори також активно використовуються для гасіння підйомної сили після приземлення або у випадку перерваного зльоту і для збільшення опору. Необхідно відзначити, що вони не стільки гасять швидкість безпосередньо, скільки знижують підйомну силу крила, що призводить до збільшення навантаження на колеса і поліпшення зчеплення коліс з поверхнею. Завдяки цьому, після випуску внутрішніх інтерцепторів можна переходити до гальмування за допомогою коліс.
У залежності від площі поверхні консолі, розташування її на крилі і т. д. інтерцептори ділять на елерон-інтерцептори та власне спойлери.
Елерон-інтерцептори — це додаток до елеронів і використовуються в основному для управління по нахилу. Вони відхиляються несиметрично. Наприклад, на Ту-154 при відхиленні лівого елерона вгору на кут до 20 °, елерон-інтерцептор на цій же консолі автоматично відхиляється вгору на кут до 45 °. У результаті підйомна сила на лівій консолі крила зменшується, і літак крениться вліво.
У деяких літаків елерон-інтерцептори можуть бути головним (або резервним) органом управління по нахилу.